# PD-217,014
PD-217,014是一种有机化合物，分子式C10H17NO2，普瑞巴林的衍生物，由輝瑞开发，可结合钙通道CACNA2D1和CACNA2D2。